# Eupolymnia nebulosa
Eupolymnia nebulosa är en ringmaskart som först beskrevs av Montagu 1818.  Eupolymnia nebulosa ingår i släktet Eupolymnia och familjen Terebellidae. Arten är reproducerande i Sverige. Inga underarter finns listade i Catalogue of Life.